# Aqua Appia
Aqua Appia je nejstarší vodovodní vedení (akvadukt), které bylo vybudováno v antice za účelem zásobování Říma vodou.

## Historie

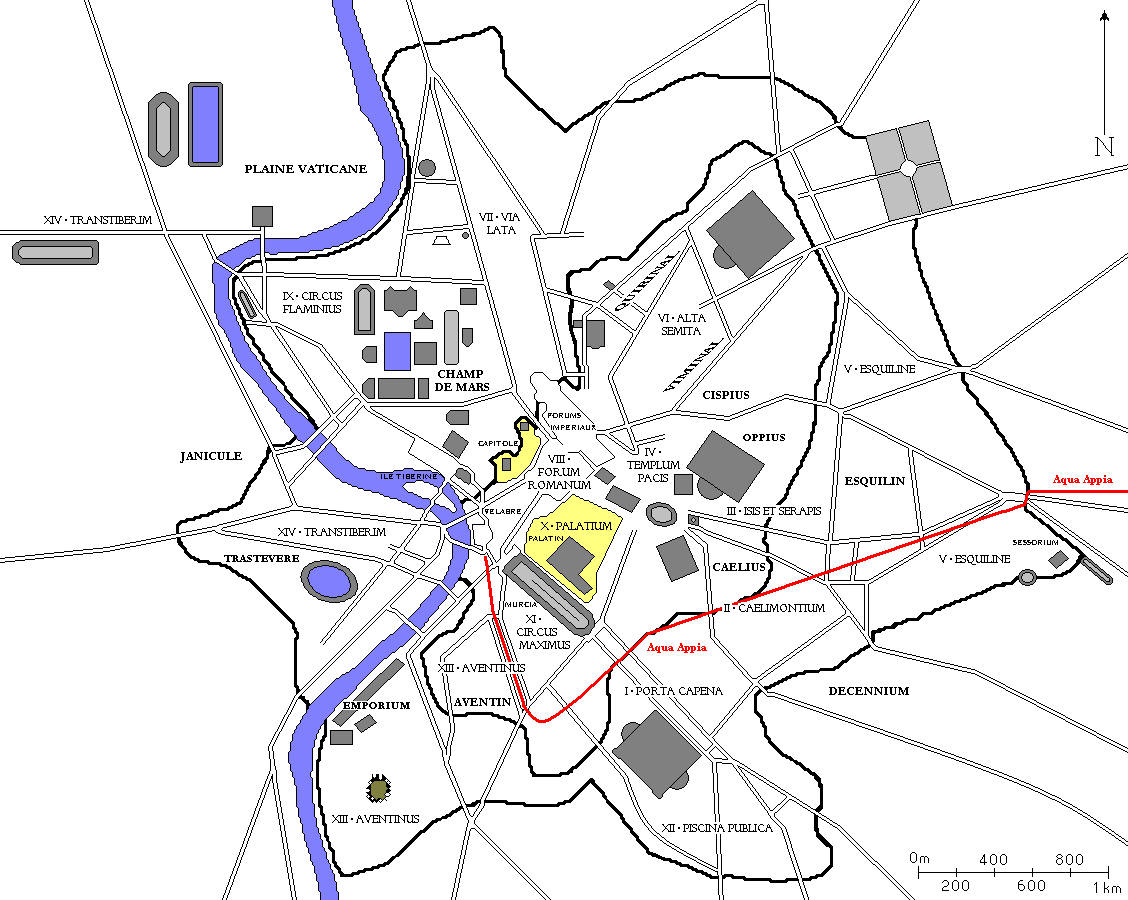
Plán Říma s vodovodem Aqua appia (červeně)

Cenzorové Appius Claudius Caecus a Gaius Plautius Venox vybudovali roku 312 př. n. l. první vodovod na pitnou vodu. Ve stejném roce začal budovat Appius Claudius Caecus silnici Via Appia. Akvadukt musel být několikrát opravován. Tyto opravy postupně prováděli Quintus Marcius Rex v letech 144 a 140 př. n. l., Marcus Vipsanius Agrippa v roce 33 př. n. l. a za císaře Augusta v letech 11 až 4 př. n. l.

## Přivádění vody

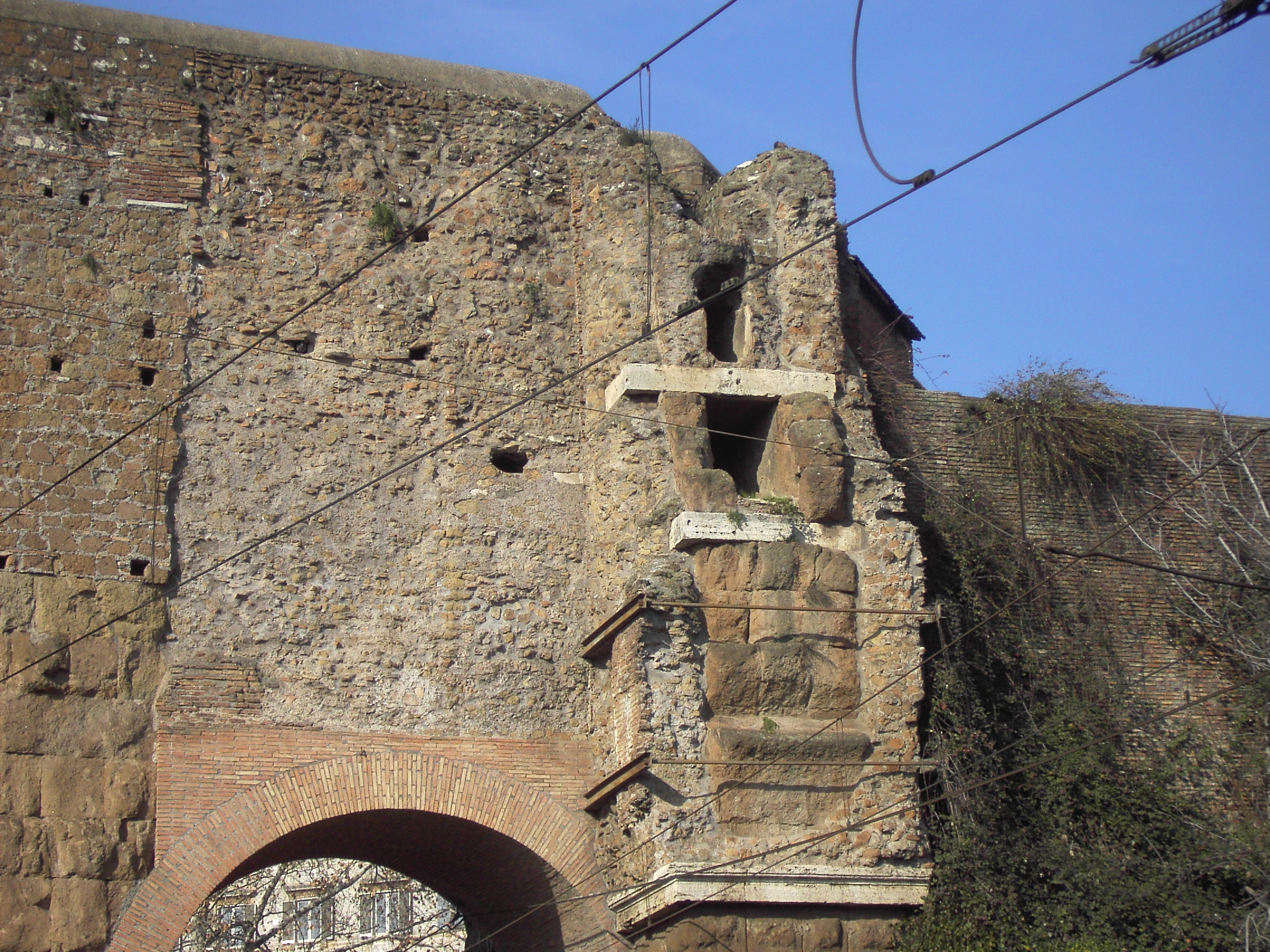
Brána Porta Maggiore v Římě s otvory po přivaděčích vody

Napájena byla z pramenů, které se nacházely mezi osmým a devátým milníkem silnice Via Praenestina, od níž byly vzdáleny ca 1155 m.
16,4 km dlouhý kanál vstupoval do města v blízkosti Porty Capeny, vedl přes bránu Porta Maggiore, přes vršek Caelius a vyúsťoval na Forum Boarium. Dle Frontinuse dopravovala Aqua Appia až 73 000 kubických metrů vody denně. Aby byla zajištěna dodávka vody v čase války, byl tento akvadukt uložen v podzemí a výškový rozdíl mezi pramenem a ústím byl 10 metrů.